# Sportgemeinschaft 09 Wattenscheid
Lo Sportgemeinschaft 09 Wattenscheid è una società calcistica tedesca di Wattenscheid, città ora facente parte di Bochum, Renania Settentrionale-Vestfalia. Milita in Regionalliga West, uno dei gironi di quarta divisione del campionato tedesco.

## Storia
Il club fu ufficialmente fondato il 18 settembre 1909 come Ballspiel-Verein Wattenscheid, nato dall'unione tra BV Sodalität der Wattenscheid e BV Teutonia Wattenscheid e giocò nelle divisioni locali prima di militare per una stagione in Gauliga Westfalen nella stagione abbreviata del 1945.
Nel 1958 il Wattenscheid entrò in Verbandsliga Westfalen (III) e la vittoria del girone nel 1969 gli permise l'ingresso in Regionalliga West (II). Nonostante la vittoria del campionato nel 1974 il club, a causa della riforma del calcio tedesco, non poté avanzare in Bundesliga ma entrò nella seconda serie appena formata, la Zweite Bundesliga, precisamente nel girone Nord. Fino alla fine degli anni ottanta il club concluse quasi sempre il campionato a ridosso della zona retrocessione. Nel 1981 la squadra terminò il campionato al decimo posto, evitando così di retrocedere in quanto fu riformata la seconda divisione in un unico girone, e la stagione successiva la squadra non retrocesse perché la federcalcio tolse al Monaco 1860 la licenza professionistica, relegando di fatto la squadra bavarese in terza serie.
Nel 1990 la compagine, grazie al secondo posto conquistato in Zweite Bundesliga, fu promossa in massima serie e vi restò fino al 1994; il miglior risultato conseguito dal Wattenscheid fu un undicesimo posto finale della stagione del debutto. I migliori risultati della squadra furono una vittoria nel derby contro il Bochum nel 1992 (2-0) e le due vittorie contro il Bayern Monaco nel 1991 (3-2) e nel 1993 (2-0). Dopo la retrocessione in seconda divisione il club militò per cinque stagioni fino a quando non retrocesse in Regionalliga nel 1999 e in Oberliga (IV) nel 2004. L'anno successivo la squadra venne promossa in Regionalliga, ma due retrocessioni consecutive la portarono in Verbandsliga Westfalen (V) nel 2007.

## Giocatori celebri
- Carlos Babington
- Michael Preetz
- Michael Skibbe
- Halil Altıntop
- Hamit Altıntop
- Yıldıray Baştürk
- Vilson Džoni
- Thorsten Fink
- Kerem Demirbay

## Palmarès

### Competizioni nazionali
- Fußball-Regionalliga: 2

1973-1974 (Regionalliga Ovest), 1996-1997 (Regionalliga Ovest)

### Competizioni giovanili
- Under-17 Bundesliga: 1

1981-1982

### Altri piazzamenti
- 2. Fußball-Bundesliga:

Secondo posto: 1989-1990

## Statistiche e record

### Partecipazione ai campionati
Dal 1945-1946 in poi:
| Livello | Categoria              | Partecipazioni | Debutto   | Ultima stagione | Totale |
| ------- | ---------------------- | -------------- | --------- | --------------- | ------ |
| 1º      | Landesliga             | 1              | 1945-1946 | 1945-1946       | 5      |
| 1º      | Bundesliga             | 4              | 1990-1991 | 1993-1994       | 5      |
| 2º      | Landesliga/2. Division | 10             | 1948-1949 | 1957-1958       | 35     |
| 2º      | Regionalliga           | 5              | 1969-1970 | 1973-1974       | 35     |
| 2º      | 2. Bundesliga          | 20             | 1974-1975 | 1998-1999       | 35     |
| 3º      | Verbandsliga           | 11             | 1958-1959 | 1968-1969       | 18     |
| 3º      | Regionalliga           | 7              | 1996-1997 | 2005-2006       | 18     |
| 4º      | Oberliga               | 2              | 2004-2005 | 2006-2007       | 10     |
| 4º      | Regionalliga           | 8              | 2013-2014 | 2022-2023       | 10     |